# Время и семья Конвей (фильм, 1984)
«Вре́мя и семья́ Ко́нвей» — советский фильм режиссёра Владимира Басова по одноимённой пьесе английского драматурга Джона Пристли, снятый в 1983 году.

## Сюжет
Английский городок Ньюлингхем недалеко от Лондона, вскоре после окончания Первой мировой войны. В состоятельной семье Конвей празднуется совершеннолетие дочери Кей, на которое собираются все дети недавно овдовевшей миссис Конвей. Война закончена, все полны радужных надежд: Мейдж собирается бороться за социальную справедливость и надеется привлечь к этому друга семьи Джералда, Кей собирается стать знаменитой писательницей, самая младшая Кэрол мечтает стать актрисой, а красавице Хэзел все пророчат удачное замужество. Любимец матери и герой войны Робин собирается заняться бизнесом, и даже от тюфяка Алена ожидают, что он сделает карьеру на гражданском поприще. Джералд приводит в дом начинающего предпринимателя Эрнеста Биверса, который неловко мнёт в руках свою шляпу.
Проходит 18 лет. В доме вновь собираются члены семьи Конвей — кроме Кэрол, которая уже умерла. Реальность оказалась более суровой, чем казалось много лет назад. Кей вынуждена заниматься журналистикой; Мейдж осталась старой девой, и верх её мечтаний — должность начальницы гимназии; Ален остался мелким муниципальным служащим, до сих пор живущим с матерью; Хэзел была вынуждена выйти замуж за Биверса, на которого в молодости даже не хотела обращать внимания; а Робин благополучно пустил по ветру деньги, которые ему давала безгранично верившая в сына миссис Конвей, и в итоге сейчас нужно срочно решать неприятные финансовые вопросы. Биверс может помочь, однако он в резкой форме отказывается это делать, и миссис Конвей даёт ему пощёчину, после чего Эрнест уходит из дома. За ним следует и его жена. Ничего толком не решив, члены семьи расходятся, остаются лишь Ален и Кей, которая в разговоре с братом замечает: «В мире существует злой дух, который мы называем Время».
Затем действие возвращается назад: семейный праздник продолжается, и зритель глазами Кей, видевшей будущее, может различить завязки конфликтов, продолжение которых только что узнал.

## В ролях
- Руфина Нифонтова — миссис Конвей
- Ирина Шмелёва — Кэрол Конвей
- Владимир Басов (ст.) — Эрнест Биверс спустя двадцать лет
- Владимир Басов (мл.) — Эрнест Биверс в юности
- Маргарита Володина — Кей спустя двадцать лет
- Мария Володина — Кей в юности
- Инга Будкевич — Хэзел Конвей спустя двадцать лет
- Вероника Изотова — Хэзел в юности
- Евгений Леонов — Ален Конвей спустя двадцать лет
- Андрей Леонов — Ален Конвей в юности
- Олег Табаков — Робин Конвей спустя двадцать лет
- Антон Табаков — Робин Конвей в юности
- Ирина Скобцева — Мейдж спустя двадцать лет
- Алёна Бондарчук — Мейдж в юности
- Марианна Стриженова — Джоан Хэлфорд спустя двадцать лет
- Наталья Стриженова — Джоан Хэлфорд в юности
- Ростислав Янковский — Джералд Торнтон спустя двадцать лет
- Игорь Янковский — Джералд Торнтон в юности

Если зрелых персонажей играли известные советские актёры, то на эти же роли в юности были приглашены их дети.